# Larne Football Club
Il Larne Football Club è una società calcistica nordirlandese con sede nella città di Larne.
Fondato nel 1889 il Larne milita nella Premiership, la prima serie del calcio nord-irlandese. I colori sociali sono il bianco ed il rosso.

## Statistiche

### Statistiche nelle competizioni UEFA
Statistiche aggiornate alla stagione 2024-2025.
| Competizione           | Partecipazioni | G  | V | N | P  | RF | RS |
| ---------------------- | -------------- | -- | - | - | -- | -- | -- |
| UEFA Champions League  | 2              | 4  | 1 | 0 | 3  | 2  | 12 |
| UEFA Conference League | 4              | 18 | 6 | 1 | 11 | 14 | 29 |

## Palmarès

### Competizioni nazionali
- Campionato nordirlandese: 2

2022-2023, 2023-2024
- IFA Championship: 11

1954-1955, 1956-1957, 1963-1964, 1964-1965, 1965-1966, 1966-1967, 1968-1969, 1969-1970, 1970-1971, 1971-1972, 2018-2019
- IFA Charity Shield: 1

2024

### Competizioni regionali
- Ulster Cup: 2

1949-1950, 1987-1988

### Altri piazzamenti
- Campionato nordirlandese:

Secondo posto: 2024-2025
- Irish Cup:

Finalista: 2020-2021
Semifinalista: 2017-2018, 2022-2023, 2023-2024
- Irish Football League Cup:

Semifinalista: 1987-1988
- IFA Charity Shield:

Finalista: 2023

## Rosa 2025-2026
Rosa aggiornata al 17 luglio 2025.
| N. |                             | Ruolo | Calciatore       |
| -- | --------------------------- | ----- | ---------------- |
| 1  | Scozia (bandiera)           | P     | Rohan Ferguson   |
| 3  | Inghilterra (bandiera)      | D     | Matt Ridley      |
| 4  | Irlanda del Nord (bandiera) | D     | Aaron Donnelly   |
| 6  | Irlanda del Nord (bandiera) | C     | Chris Gallagher  |
| 7  | Irlanda del Nord (bandiera) | A     | Conor McKendry   |
| 8  | Inghilterra (bandiera)      | C     | Mark Randall     |
| 9  | Irlanda del Nord (bandiera) | A     | Paul O'Neill     |
| 10 | Irlanda del Nord (bandiera) | A     | Tiarnan O'Connor |
| 11 | Irlanda del Nord (bandiera) | C     | Sean Graham      |
| 14 | Irlanda del Nord (bandiera) | A     | Benji Magee      |
| 17 | Irlanda del Nord (bandiera) | C     | Josh Kee         |
| 18 | Irlanda (bandiera)          | D     | Cian Bolger      |
| 19 | Irlanda (bandiera)          | D     | Ryan Nolan       |

| N. |                             | Ruolo | Calciatore     |
| -- | --------------------------- | ----- | -------------- |
| 21 | Irlanda del Nord (bandiera) | C     | Leroy Millar   |
| 22 | Irlanda (bandiera)          | C     | Jordan McEneff |
| 23 | Irlanda del Nord (bandiera) | D     | Tomas Cosgrove |
| 25 | Irlanda del Nord (bandiera) | C     | Dylan Sloan    |
| 26 | Gibilterra (bandiera)       | C     | Dan Bent       |
| 29 | Scozia (bandiera)           | A     | Andy Ryan      |
| 30 | Irlanda del Nord (bandiera) | A     | Matthew Lusty  |
| 34 | Irlanda del Nord (bandiera) | C     | Oisin Devlin   |
| 36 | Irlanda del Nord (bandiera) | P     | Dylan Graham   |
| 42 | Irlanda del Nord (bandiera) | A     | Jack Hastings  |
| 46 | Irlanda del Nord (bandiera) | D     | Logan Wallace  |
| 47 | Irlanda del Nord (bandiera) | D     | James Simpson  |
| 50 | Irlanda del Nord (bandiera) | P     | Daniel Collett |